# Roque Chico De Salmor
Roque Chico De Salmor è un minuscolo faraglione di El Hierro, si trova a circa 20 km di distanza dalla capitale, Valverde, ed ha una superficie di appena 10 kmq.
Nel 1986 è stata dichiarata zona protetta per la reintroduzione della lucertola gigante di El Hierro (Galotia simonyi).
Attualmente questo faraglione è abitato solo da 100 individui di questa specie, ed è disabitato dall'uomo.